# 대한민국의 고령화

1960-2020 한국의 인구 피라미드

대한민국은 2000년대에 들어서 저출산, 기대수명의 증가 등의 영향으로 인구학적으로 고령화가 점차 진행중에 있다. 부존자원이 부족한 대한민국의 특성상 인구의 질적 측면은 국가 발전과 밀접한 연관이 있다. 따라서 인구의 감소는 경제에 부정적인 영향을 끼친다. 경제가 농경사회에서 산업사회, 정보화사회로 발전해가며 인구구조의 변화가 발생하였다. 빠른 속도로 경제성장이 이뤄진 만큼 인구구조의 변화도 급격할 것으로 보인다.
1960년 대한민국의 총인구는 약 2500만 명이었다. 인구증가율은 1960년대 2%대에서 1990년대에는 1% 미만으로 감소하였으며 14세 이하 유년인구 비중은 1960년대 43%에서 2002년에는 21%로 감소하였고 15세에서 64세까지의 경제활동 인구는 1960년대 53.9%에서 2002년 71.5%로 증가하였다.
1960년대 55세였던 대한민국의 평균수명은 1990년대 75세까지 증가하였으며 65세 이상 노령인구 비중은 1960년대 3.4%에서 2002년에는 7.9%로 증가하였다. 이는 기대수명의 연장과 출산률 저하의 결과로 80세 이상 노령인구 부양비율은 1960년대 6.3%에서 2002년 11.1%로 증가했다.

## 인구학적 동향
한국은 고령화가 매우 빠르게 진행되고 있다. 고령화 속도는 인류 역사상 유래가 없는 수준으로, 65세 이상 노인 비율이 7%(고령화 사회)에서 14%(고령 사회)로 2배 증가하는데 18년 밖에 걸리지 않아 일본보다도 빠른 것으로 나타났다. 특히 2018년 기준 한국의 노인빈곤율(43.4%)은 OECD 국가 중 가장 높으며 OECD 평균(14.8%)의 약 3배 수준으로, 고령화가 진행되고 있는 유럽 각국이나 일본 등과 달리 노인 빈곤 문제도 심각하기 때문에, 적지 않은 어려움이 예상된다.
통계청, 유엔에 따르면 2025년 한국은 노인 비율 20%를 넘어서며 초고령 사회에 진입할 것으로 예상되며, 이후에도 고령화는 계속 진행되어 2060년대에는 낙관적으로는 40%, 비관적으로는 50%를 넘어설 전망이다.

## 원인
한국의 고령화 속도가 빠른 이유에는 주로 저출생, 높은 기대수명으로 크게 두가지가 있다.

### 기대수명
| 기술적 문제로 인해 그래프를 일시적으로 사용할 수 없습니다. 파브리케이터 와 미디어위키 위키 에 더 자세한 정보가 있습니다. | |
| | 기술적 문제로 인해 그래프를 일시적으로 사용할 수 없습니다. 파브리케이터와 미디어위키 위키에 더 자세한 정보가 있습니다. |

2019년 세계보건기구에 따르면, 한국의 출생시 기대수명은 83.3세로, 일본과 스위스에 이어 전 세계에서 세 번째로 높은 것으로 나타났다. 특히 한국 여성의 기대수명은 86.1세로, 한국 남성(80.3세)보다 6세 이상 높으며, 전 세계에서 일본 여성(86.9세)에 이어 두 번째로 높았다.  2017년 영국 임페리얼칼리지 연구팀이 영국 의학 저널 란셋에 게재한 논문에 따르면, 2030년 한국인의 기대수명이 전세계 1위를 차지를 할 것으로 전망했으며, 특히 여성의 기대수명이 90세가 넘을 것(90.82)으로 예상되며 선진국 중에서 유일하게 90세를 넘을 것으로 예상되었다.
|          |          | 2011  | 2012  | 2013  | 2014  | 2015  | 2016  | 2017  | 2018  | 2019  |
| -------- | -------- | ----- | ----- | ----- | ----- | ----- | ----- | ----- | ----- | ----- |
| 기대수명 | 계       | 80.62 | 80.87 | 81.36 | 81.80 | 82.06 | 82.40 | 82.70 | 82.70 | 83.30 |
| 기대수명 | 남자     | 77.26 | 77.57 | 78.12 | 78.58 | 78.96 | 79.30 | 79.70 | 79.70 | 80.30 |
| 기대수명 | 여자     | 83.97 | 84.17 | 84.60 | 85.02 | 85.17 | 85.40 | 85.70 | 85.70 | 86.30 |
| 건강수명 | 건강수명 | -     | 65.70 | -     | 65.20 | -     | 64.90 | -     | 64.40 | -     |

유병 기간을 제외한 기대수명, 즉 건강수명은 2018년 기준 64.4세로, 나머지 18년 동안은 의료에 연명한다는 의미이다. 향후 한국의 고령화가 점차 심화되면 노인복지 및 의료 지출 비율이 적지 않게 증가할 것으로 예상된다.

### 저출산
이처럼 기대수명은 높게 증가한 반면, 출산율 및 출생아 수는 매우 빠르게 감소하고 있는 것으로 나타났다.
OECD 통계에 따르면 한국의 합계출산율은 1970년 4.53명에서 ′18년 0.98명으로 연평균 3.1%씩 감소해 OECD 37개국 중 저출산 속도가 가장 빠른 것으로 나타났다.

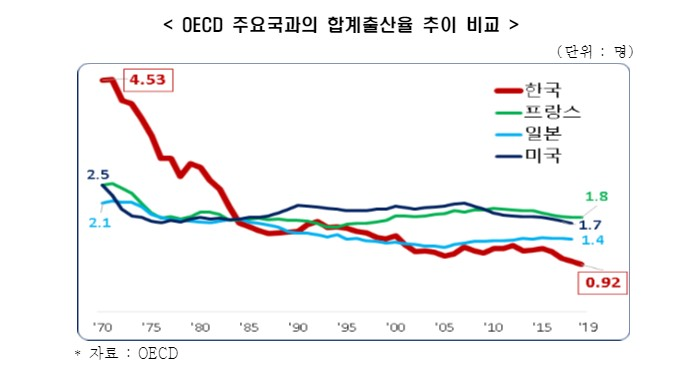
1970-2019 OECD 주요국과의 합계출산율 추이 비교

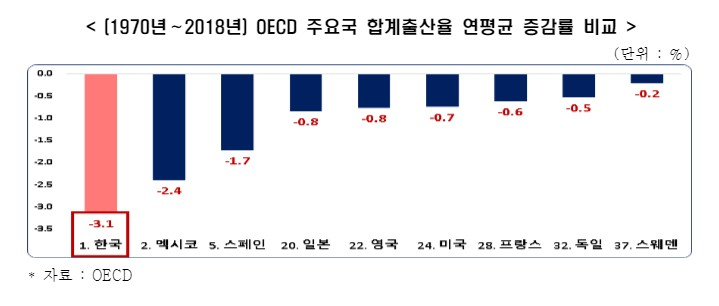
1970-2018 OECD 주요국 합계출산율 연평균 증감률 비교

연도별 추이를 보면, 1984년 1.74명으로 미국(1.81명)을 밑돌기 시작했고, 1993년에는 1.65명으로 프랑스(1.66명)보다 낮아졌으며, 2001년에 이르러서는 1.31명으로 일본(1.33명)보다도 낮아졌다.
|                   | 1970  | 1985 | 1995 | 2000 | 2001 | 2003 | 2005 | 2015 | 2018 | 2020 |
| ----------------- | ----- | ---- | ---- | ---- | ---- | ---- | ---- | ---- | ---- | ---- |
| 출생아 수 (만 명) | 100.6 | 65.5 | 71.5 | 63.4 | 55.4 | 49   | 43.5 | 43.8 | 32.6 | 27.2 |
| 합계출산율        | 4.53  | 1.66 | 1.63 | 1.47 | 1.30 | 1.18 | 1.08 | 1.24 | 0.98 | 0.84 |
| 조출생률          | 31.2  | 16.1 | 15.7 | 13.3 | 11.6 | 10.2 | 8.9  | 8.6  | 6.4  | 5.3  |

2017년에 이르러서는 출생아 수가 집계 사상 처음으로 40만 명을 밑돌기 시작했고, 2018년부터는 합계출산율이 1.0 명을 밑돌아 현재까지 전 세계에서 가장 낮은 국가가 되었다.
이처럼 낮은 출산율 및 출생아 수로, 한국은 이제 전 세계 선진국에서 고령화 속도가 가장 빠른 국가가 되었다.
대한민국은 1960년대부터 지속적인 인구억제정책을 실시했다. 이는 가임여성인구의 감소로 이어졌으며 가임여성인구의 감소는 출산율 감소로 이어졌다.
1955년 인구가 급격하게 증가하던 시기를 베이비붐 시대라고 하는데, 1960년대 들어서면서 본격적으로 가족계획을 통해 산아조절을 경제개발을 위한 인구정책의 하나로 강조하였다. 이런 인구억제 정책은 1990년대까지 계속되었고 그 결과 1960년대와 1970년대 1980년대에는 각각 3명, 2명, 1명을 기록하게 되었다.
학력이 높아진다는 것은 교육을 받기 위해 결혼을 늦게할 가능성이 높아진다는 것이다. 여성보다 높은 학력을 가진 남성을 배우자로 삼는 사회적 풍토에서 여성의 고학력화는 결혼을 더욱 어렵게 만든다. 고학력 부모는 자녀의 교육 수준에 대한 높은 기대를 가지고 있기 때문에 교육비가 높은 상황에서는 자녀를 적게 낳을 수 밖에 없다.

## 지역별 고령화 현황
| 행정구역별     | 2021. 06 | 2021. 06  | 2015 | 2015      | 2010 | 2010      | 2005 | 2005      | 2000 | 2000      |
| 행정구역별     | 비율     | 인구      | 비율 | 인구      | 비율 | 인구      | 비율 | 인구      | 비율 | 인구      |
| -------------- | -------- | --------- | ---- | --------- | ---- | --------- | ---- | --------- | ---- | --------- |
| 전국           | 16.7     | 8,652,198 | 13.1 | 6,775,101 | 10.9 | 5,506,352 | 8.9  | 4,324,524 | 7.0  | 3,355,614 |
| 서울특별시     | 16.4     | 1,568,769 | 12.6 | 1,262,436 | 9.7  | 1,002,770 | 7.2  | 731,349   | 5.4  | 558,566   |
| 부산광역시     | 19.8     | 666,644   | 14.6 | 514,630   | 11.3 | 401,784   | 8.3  | 302,784   | 6.0  | 229,075   |
| 대구광역시     | 17.0     | 408,235   | 12.7 | 316,122   | 10.0 | 252,084   | 7.8  | 195,419   | 5.9  | 149,045   |
| 인천광역시     | 14.4     | 422,658   | 10.7 | 312,905   | 8.6  | 237,805   | 6.9  | 178,602   | 5.4  | 138,316   |
| 광주광역시     | 14.5     | 208,879   | 11.3 | 166,389   | 9.0  | 130,457   | 7.1  | 99,389    | 5.6  | 77,325    |
| 대전광역시     | 14.8     | 215,997   | 10.9 | 165,528   | 8.7  | 130,245   | 6.9  | 99,811    | 5.5  | 75,769    |
| 울산광역시     | 13.1     | 147,811   | 8.8  | 103,205   | 6.8  | 76,800    | 5.3  | 57,797    | 4.0  | 42,119    |
| 세종특별자치시 | 10.0     | 36,194    | 10.6 | 22,399    | -    | -         | -    | -         | -    | -         |
| 경기도         | 13.5     | 1,825,846 | 10.5 | 1,318,882 | 8.7  | 1,022,456 | 7.1  | 755,511   | 5.7  | 524,807   |
| 강원도         | 21.2     | 325,579   | 16.9 | 261,671   | 14.8 | 226,505   | 12.1 | 183,471   | 9.3  | 143,945   |
| 충청북도       | 18.4     | 294,530   | 14.8 | 234,813   | 13.2 | 204,470   | 11.3 | 168,670   | 9.1  | 136,160   |
| 충청남도       | 19.5     | 412,504   | 16.4 | 341,214   | 14.9 | 308,556   | 13.3 | 261,800   | 11.2 | 215,059   |
| 전라북도       | 21.8     | 391,178   | 17.8 | 333,524   | 15.2 | 284,373   | 12.9 | 243,721   | 10.3 | 205,807   |
| 전라남도       | 23.9     | 440,014   | 20.5 | 391,837   | 18.3 | 350,900   | 15.6 | 306,439   | 11.9 | 254,370   |
| 경상북도       | 22.2     | 585,088   | 17.7 | 479,634   | 15.6 | 418,858   | 13.4 | 360,068   | 10.7 | 300,614   |
| 경상남도       | 17.9     | 594,154   | 13.8 | 464,019   | 11.8 | 388,648   | 10.2 | 323,898   | 8.4  | 261,303   |
| 제주특별자치도 | 16.0     | 108,118   | 13.8 | 85,893    | 12.2 | 69,641    | 10.0 | 55,795    | 8.0  |           |

## 영향

### 거시경제
인구 고령화로 인한 생산 가능 인구의 감소, 노인 부양비의 증가로 민간 저축의 감소, 가용재원의 감소, 투자 위축 등이 나타나 향후 경제성장의 둔화가 예상된다. 이에 주요 선진국도 고령화를 감안하여 성장률을 낮게 전망하고있다.
특히 저출생으로 인한 인구 증가율의 지속적인 둔화 추세로 생산에 투입할 수 있는 노동력이 줄어들고 있으며, 이에 따라 1인당 국내 총생산 증가률도 둔화되고 있다. 물론 여성 인력이나 고령 인구층의 노동시장 참여도를 높여 이러한 부분을 상쇄할 수도 있지만 그 효과는 제한적일 것이다.
한편 인구 고령화는 근로가능계층과 피부양계층의 상대적 크기를 변화시켜 경제 전체의 소비구조에도 영향을 미칠 것이다. 고령화의 진전으로 근로계층의 비중은 감소하고 비근로계층의 비중은증가하게 되는데 근로계층은 소득을 창출하고 저축을 하는 인구집단인 반면, 비근로계층은 기존의 저축을 이용하여 현재의 소비를 충당하는 집단이다. 인구의 고령화로 이들 세대간 부담의 형평성은 저하될 수밖에 없다.

### 저축률 변화
국민계정으로 추산된 한국의 저축률은 1975년에 19.9%, 1985년 32.2%, 1990년 37.4%로 증가하였으며 1990년대부터 2000년대까지 높은 비율의 가계 저축을 보이고 있다.
평균수명의 증가는 저축률의 증가로 나타나는데, 저축은 미래에 대한 개인의 예측에 따라 달라진다. 저축은 미래에 대한 불확실성이 증가할수록 많아진다. 한국의 평균수명 증가에 따른 불확실성이 저축을 증가시키는 역할을 했다. 특히 55세 이상의 연령층에서는 평균수명이 길어지고 있다는 것을 예상하고 저축할 필요성을 더 느끼고 있다 보여진다.

### 노인 빈곤
노인가구는 노동시장에 적극적으로 참여하기 어렵다. 이때 노인비율의 빠른 증가 추세는 전체 무직가구의 소득불균등을 증가시키는 조된 요인이다. 대한민국이 국민연금제도를 도입한지 20년밖에 되지 않은 상황에서 심화되는 고령화는 노년기 빈곤과 소득불평등의 원인이 되기 때문이다. 대한민국은 형식적으로 다층 노후소득 보장체계를 갖추었으나 성숙도가 낮고 사각지대가 넓어 실질적인 노후소득보장 체계는 미약한 편이다. 대한민국은 1988년 국민연금, 1994년 개인연금, 2005년 퇴직 연금을 도입하면서 3층 노후소득보장체계를 갖추었으나 국민연금의 경우 제도적 성숙도가 높지 않고 평균가입기간은 매우 짧아 그 혜택이 미미하다. 노인들의 주된 소득원이었던 자녀들로부터 소득지원은 핵가족주의의 진전과 개인주의 확산, 기혼여성의 경제활동 증가로 인해 점점 그 역할과 규모가 약화되고 있다.

### 근로세대 감소
고령화는 노동과 자본 공급을 위축시켜 잠재성장력을 제한할 우려가 크다.
근로세대의 감소는 인력시장의 문제를 야기할 수 있으며 또한 납부자인 근로자들의 인구를 감소시켜 공적연금의 집중수혜자인 노령층의 증가하는 공적연금을 충당하기 위한 복지지출이 증가할 수 있다.
반면 노인들의 건강수준이 개선되어 잠재적인 노동공급원이 될 수 있다는 점에서 근로세대 감소를 상쇄할 수 있다고 보기도 한다.

### 부양부담 증가
실질노인부양비율은 2000년 24.7%에서 2050년에는 121.9%로급속하게 증가할 전망이다. 2000년에는 취업자 4명이 65세 이상 인구 1명을 부양했으나 2050년이 되면 취업자 1명이 65세 이상 노인 1.2명 이상을 부양해야 한다. 노인을 부양하는 가구도 노후대비의 필요성을 느끼지 못해 향후 노인빈곤이 가속화될 것으로 보인다. 또한 취업자 증가율보다 고령층 증가율이 높아 부양부담이 증가하고 있다.

### 복지 지출 증가
고령화의 급속한 진행은 경제의 잠재성장을 저해하는 요인으로 부각될 우려가 크다. 또한 고령화는 재정수입을 감소시키며 복지지출 증가를 초래할 것으로 전망된다. 고령층의 증가로 국민연금 수급권자들이 증가하고 국민연금을 구성하는 조세부담이 증가하면서 세금을 증가시켜야 하기 때문에 조세부담이 증가할 것으로 보인다.
자치단체별로 장래 생산가능인구 1명이 부양해야 하는 유소년 및 노인인구는 2016~2040년 사이연평균 2.71 % ~ 3.43 %씩 늘어나 2040년엔 2016년 대비 89.74 % ~ 124.67 % 증가하게 되는 것으로 나타났다. 자치단체별 장래 생산가능인구 1명이 부담해야 하는 사회복지 비용은 2016년부터 2040년 사이 연평균 0.54 % ~ 1.71 %씩 증가해 2040년엔 2016년 대비 13.67 % ~ 50.06 % 확대되는 것으로 예측된다.

### 주택수요 감소와 가격 하락
고령층의 소득감소는 재산세 부담 능력에 무리를 준다. 이는 고령층에게 주택처분 압력을 증가하게 만드는데
고령층의 주택 매도는 주택 수요를 감소시키고 주택 가격이 하락하게 되는 결과를 초래하면서 지방정부의 세수 부족을 일으켜 지방재정을 악화시킬 수 있다.

## 같이 보기
- 대한민국의 빈곤
- 고령화